# Medha sukta
Il Medha sukta (IAST: Ṃédhā sukta) è un inno dedicato a Sarasvatī, contenuto nel testo sanscrito vedico del Rigveda.
Comincia con "medhan devi jushamanana agaath vishvasi bhatra..........mayi suryo brajo dadhatu". 
Gli hindu ritengono che mediante la sua narrazione ad una persona, le si possa trasmettere il buddhi.